# گاودنسیو برناسکونی
گاودنسیو برناسکونی ((به ایتالیایی: Gaudenzio Bernasconi)؛ ۸ اوت ۱۹۳۲ - ۱۰ ژانویهٔ ۲۰۲۳) بازیکن فوتبال اهل ایتالیا بود. او از سال ۱۹۵۶ میلادی عضو تیم ملی فوتبال ایتالیا بوده و در ۶ بازی ملی حضور داشته‌است. برناسکونی در بازی‌های ملی‌اش گلی به ثمر نرساند.
گاودنسیو برناسکونی آخرین بازی ملی خود را در سال ۱۹۵۹ میلادی انجام داد.